# Allium albiflorum
Allium albiflorum är en amaryllisväxtart som beskrevs av Omelczuk. Allium albiflorum ingår i släktet lökar, och familjen amaryllisväxter. Inga underarter finns listade i Catalogue of Life.